# Culver (Kansas)
Pour les articles homonymes, voir Culver.
La ville de Culver est située dans le comté d’Ottawa, dans l’État du Kansas, aux États-Unis. Sa population s’élevait à 121 habitants lors du recensement de 2010, estimée à 118 habitants en 2016.